# Chilomycterus spinosus
Chilomycterus spinosus és una espècie de peix de la família dels diodòntids i de l'ordre dels tetraodontiformes.

## Subespècies
- Chilomycterus spinosus mauretanicus (Le Danois, 1954)
- Chilomycterus spinosus spinosus (Linnaeus, 1758)[1]